# Chikkajala, Bangalore North
Chikkajala là một làng thuộc tehsil Bangalore North, huyện Bangalore Urban, bang Karnataka, Ấn Độ.